# Giuseppe Conte
Giuseppe Conte (Volturara Appula, 8 augustus 1964) is een Italiaans advocaat, hoogleraar en politicus. Hij is sinds 6 augustus 2021 de partijleider van de Vijfsterrenbeweging (M5S). Van 1 juni 2018 tot 26 januari 2021 was hij de 58e premier van Italië.

## Opleiding
Conte studeerde af in de rechten aan de Universiteit Sapienza Rome en schoolde zich bij in New York, Wenen, Cambridge, de Yale-universiteit, de Duquesne University en de Sorbonne. Hij is hoogleraar privaatrecht aan de Universiteit van Florence en de Libera Università Internazionale degli Studi Sociali te Rome, en cassatie- en bestuursrechtadvocaat; tevens heeft hij zitting in diverse raden van bestuur en toezichtcommissies.

## Regeringsleider
Op 21 mei 2018 werd Conte voorgedragen en kreeg twee dagen later een mandaat van president Sergio Mattarella als de premier die de coalitie van de Vijfsterrenbeweging met Lega moest gaan leiden na de parlementsverkiezingen van dat jaar, waarin de Vijfsterrenbeweging de grootste partij werd, maar vier dagen later gaf hij zijn opdracht weer terug aan de president, nadat deze een veto had uitgesproken over de benoeming van de uitgesproken eurosceptische kandidaat-minister van Financiën Paolo Savona. De president stuurde aan op een zakenkabinet onder leiding van Carlo Cottarelli. Zo ver kwam het echter niet, omdat de verwachting was dat dit kabinet snel zou worden weggestemd in het parlement en omdat de twee partijen alsnog tot een nieuw akkoord kwamen over de vorming van een kabinet, met een andere kandidaat als minister van Financiën en Savona als minister voor Europese Zaken. Mattarella stemde daarop in met de voorgestelde ministersploeg. Op 1 juni 2018 werd Conte, die geen lid is van een partij en tijdens zijn voordracht als premier geen politieke ervaring had, beëdigd als premier.
Op 20 augustus 2019 diende Conte zijn ontslag in bij president Mattarella, nadat de Lega van Matteo Salvini het vertrouwen in het kabinet-Conte I had opgezegd en aanstuurde op nieuwe verkiezingen. De coalitiepartner van de Lega, de Vijfsterrenbeweging, vormde echter een nieuwe regering met de Democratische Partij, waardoor vervroegde verkiezingen werden vermeden. Giuseppe Conte bleef ook in deze nieuwe regering eerste minister.
Conte diende in januari 2021 zijn ontslag in bij president Mattarella, nadat de partij Italia Viva zich terugtrok uit de coalitie. Deze partij van Matteo Renzi had zich 
eerder afgesplitst van de Democratische Partij. Renzi verschilt van mening over de besteding van het geld uit het Europees coronaherstelfonds.
Op 6 augustus 2021 maakte het partijbureau van de Vijfsterrenbeweging bekend, dat Conte bij een digitale stemming was verkozen tot leider van M5S.

## Zie ook

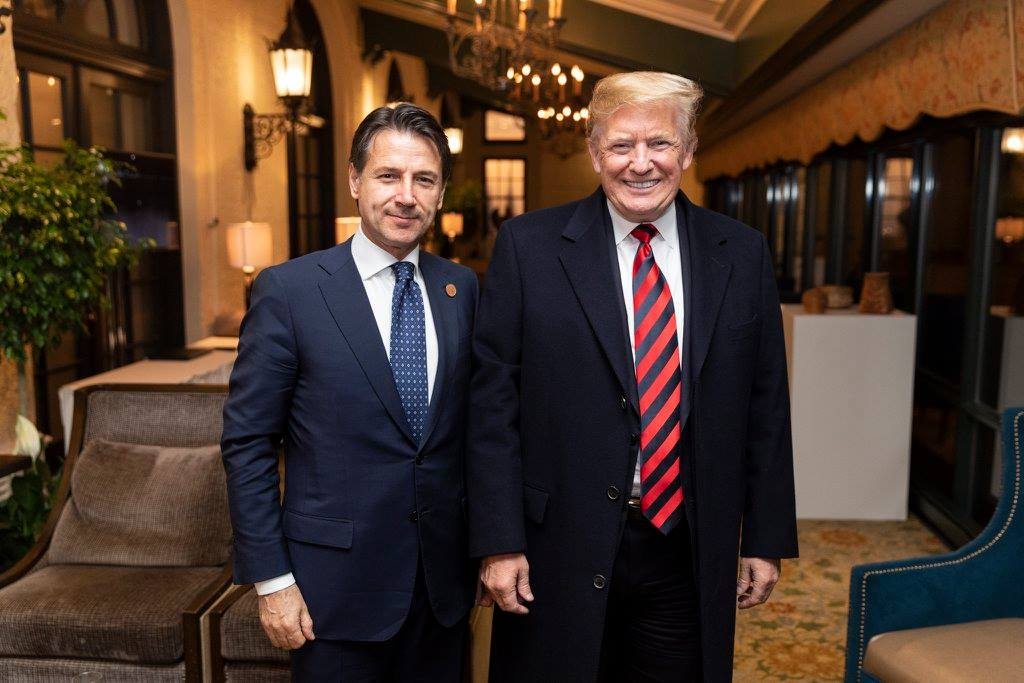
Conte met de Amerikaanse president Donald Trump in Charlevoix, Canada, 9 juni 2018
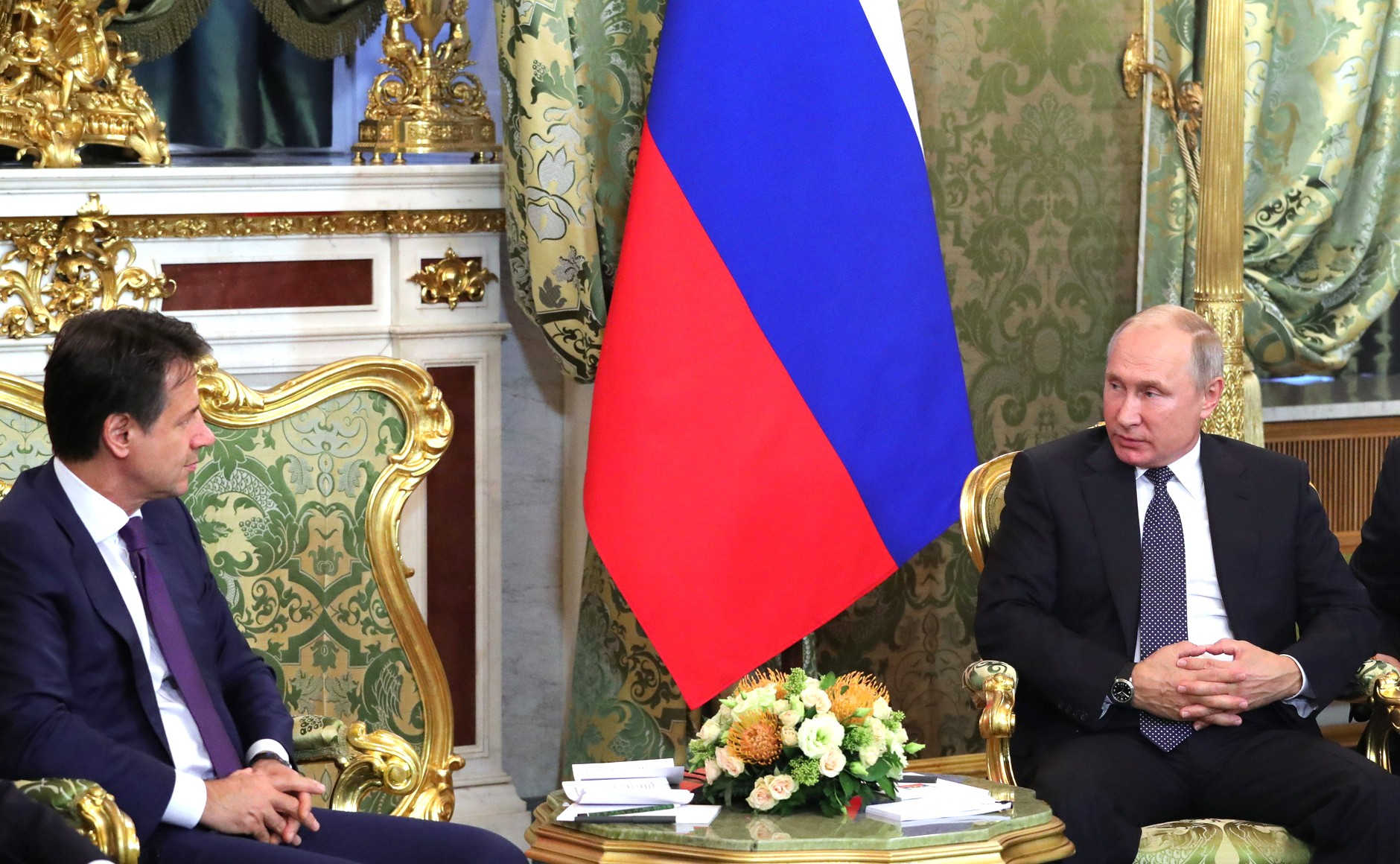
Met de Russische president Vladimir Poetin in Moskou, 24 oktober 2018